# Pseudolitochira
Pseudolitochira is een geslacht van kreeftachtigen uit de klasse van de Malacostraca (hogere kreeftachtigen).

## Soorten
- Pseudolitochira decharmoyi (Bouvier, 1915)
- Pseudolitochira integra (Miers, 1884)